# Uromyrtus australis
Uromyrtus australis är en myrtenväxtart som beskrevs av Andrew John Scott. Uromyrtus australis ingår i släktet Uromyrtus och familjen myrtenväxter. Inga underarter finns listade i Catalogue of Life.

## Bildgalleri

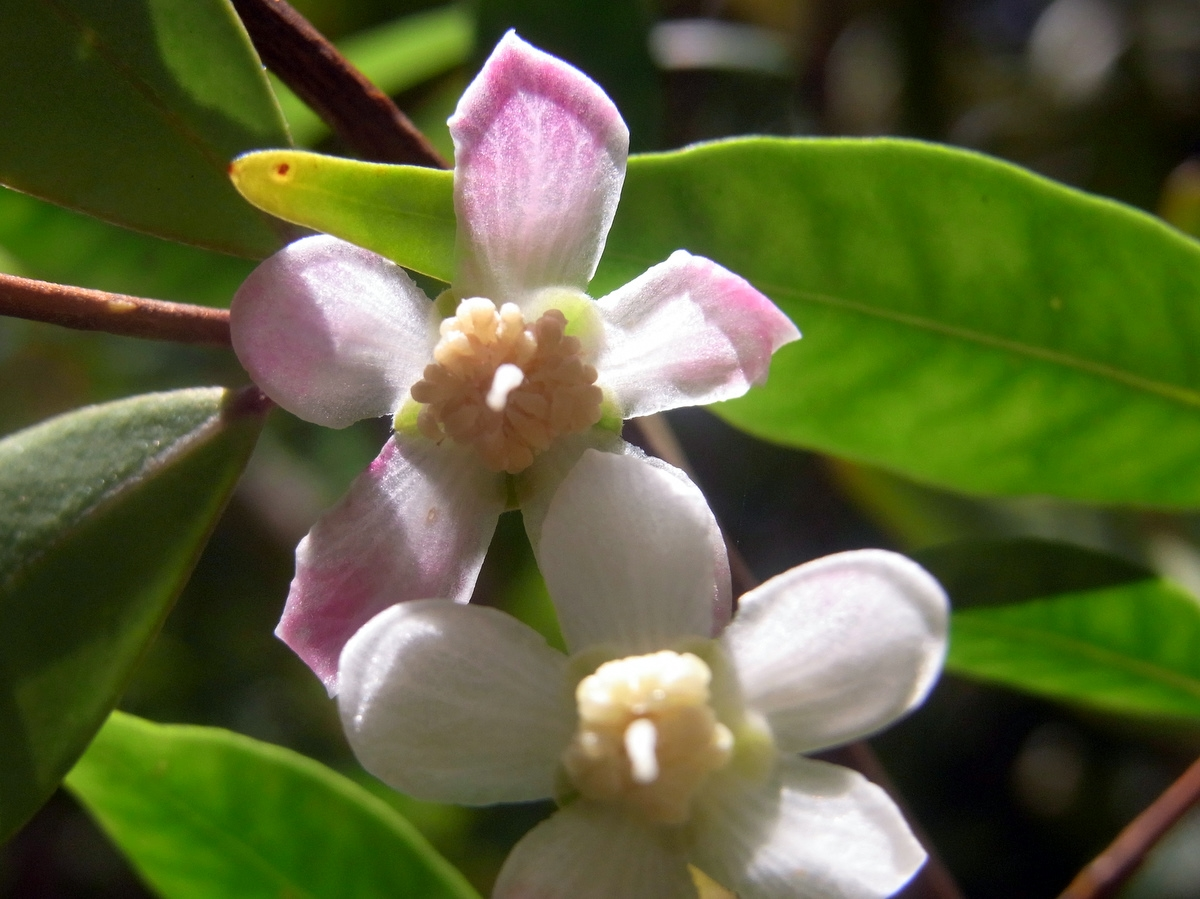